# Bonnetina alagoni
Bonnetina alagoni là một loài nhện trong họ Theraphosidae.
Loài này thuộc chi Bonnetina. Bonnetina alagoni được Locht & Medina miêu tả năm 2008.